# Pontypridd
Pontypridd er en by (kendt som Pontypridd Town) og et community i Rhondda Cynon Taf, Wales. I daglig tale kaldes den kaldes også Ponty.
Byen ligger 19 km nord for Cardiff, og i 2021 havde den et indbyggertal på 31.206 personer, hvilket gør den til en af Wales' største byer.
Pontypridd comunity omfatter byen selv samt de følgende landsbyer og mindre bebyggelser:
- Cilfynydd
- Coedpenmaen (Coed-Pen-Maen)
- Glyntaff (Glyn-Taff)
- Glyncoch
- Graig
- Graigwen & Pantygraigwen
- Hawthorn (Y Ddraenen-Wen)
- Hopkinstown (Trehopcyn)
- Maesycoed (Maes-y-Coed)
- Pen-y-coedcae
- Pontsionnorton (Pont Sion Norton)
- Pwllgwaun
- Rhydyfelin (Rhydfelen)
- Trallwn (Trallwng)
- Treforest (Trefforest)
- Upper Boat (Glan-Bad)

Blandt byens attraktioner er Ynysangharad War Memorial Park og ikke mindste Old Bridge, der blev opført af arkitekten William Edwards i 1756, og som i dag er et scheduled ancient monument and is grade I listed.